# 파라과이 기독교 한인방송
파라과이 기독교 한인방송은 파라과이에 있는 유일한 한국어 방송사이다. 1998년 9월 28일에 FM 라디오 방송으로 개국하였다. 청취 가능 지역은 파라과이의 수도 아순시온이다.

## 연혁
- 1998년 9월 28일 파라과이 기독교 한인방송 정식 개국.

## 주소
Madrinas de Guerra, Del Chaco 2647 C/Ingavi, Asuncion, Paraguay